# Haemodracon
Haemodracon es un género de gecos pertenecientes a la familia Phyllodactylidae. Es endémico del archipiélago de Socotra. Son gecos nocturnos y arbóreos.

## Especies
Según The Reptile Database:
- Haemodracon riebeckii (Peters, 1882)
- Haemodracon trachyrhinus (Boulenger, 1899)